# Pedreira Esporte Clube
O Pedreira Esporte Clube é um clube brasileiro de futebol da Ilha de Mosqueiro, um distrito da cidade de Belém, capital do estado do Pará. A equipe disputa a Segunda Divisão do Campeonato Paraense.
É o único time de futebol profissional da Ilha de Mosqueiro. Sua última participação na elite do futebol paraense foi no Campeonato Paraense de 2009, encerrando seus compromissos na nona colocação dentre dez participantes, com dez pontos ganhos.
Depois de participar da 1ª fase da 1ª divisão do paraense de 2001 a 2009 (chegando na 2ª fase em 2001, 2002 e 2005), caiu para a 2ª divisão. A partir de 2011 ficou vários anos sem participar de campeonatos, até que retornou na temporada de 2017. Em 2018 não houve nenhum jogo do Gigante da Ilha, por falta de recursos. Em 2019 retornou ao futebol profissional, jogando a segunda divisão.

## Títulos

### Estaduais
| Estaduais                      | Estaduais | Estaduais   | Estaduais |
| Competição                     | Títulos   | Temporadas  |           |
| Campeonato Paraense - Série B1 | 2         | 1994 e 2000 |           |
| Taça ACLEP                     | 1         | 2002        |           |
| ------------------------------ | --------- | ----------- | --------- |

 Campeão Invicto

## Desempenho em Competições
Campeonato Paraense - 1ª Divisão
| 2001 | 2002 | 2003 | 2004 | 2005 | 2006 | 2007 | 2008 | 2009 |
| 5º   | 6º   | 12º  | 10º  | 8º   | 9º   | 9º   | 10º  | 9º   |

Campeonato Paraense - Série B1
| 1994 | 2000 | 2009 | 2011 | 2017 | 2019 | 2020 | 2021 | 2022 |
| 1º   | 1º   | 10º  | 3º   | 15º  | 9º   | 19º  | 3º   | 22º  |

Campeonato Paraense - Série B2
| 2023 | 2024 |
| 6º   | 3º   |